# پریان الله‌مراد
پریان شیراوند، روستایی از توابع بخش مرکزی شهرستان کوهدشت در استان لرستان ایران است.

## جمعیت
این روستا در دهستان گل گل قرار دارد و براساس سرشماری مرکز آمار ایران در سال ۱۳۸۵، جمعیت آن ۴۸۷ نفر (۹۸خانوار) بوده‌است.